# フォー・ホワット・イッツ・ワース (リアム・ギャラガーの曲)
「フォー・ホワット・イッツ・ワース」 (For What It’s Worth) は、イギリスのシンガーソングライター、リアム・ギャラガーの曲で、 彼のデビューソロアルバム「アズ・ユー・ワー」に収録された。ギャラガーとサイモン・アルドレッドが共同で作曲した曲である。ギャラガーは、この曲の歌詞は特定の誰かに謝罪を捧げるものではなく、「誰に対してでも謝罪する」ものだと説明している。本作は、2017年8月10日にアルバムからの3枚目のシングルとしてリリースされ、同時にリリック・ビデオも公開された。この曲は評論家から好意的なレビューを受け、歌詞の成熟度と印象が称賛された。

## 背景とリリース
ビーディ・アイ解散後、ギャラガーはしばらくの休止期間を経て、曲のレコーディングを決断した。ギャラガーは、チェリー・ゴーストのメンバーであるサイモン・アルドレッドと本作を書いたが、「後悔しているが必死ではない」陳謝するための歌を書きたかったがっていた。2017年8月9日にギャラガーは、新曲のリリースが近いことを示す8月7日のツイートに続き、自身のTwitterに本作のアカペラの一部を投稿した。翌日、「フォー・ホワット・イッツ・ワース」が「ウォール・オブ・グラス」「チャイナタウン」についで、「アズ・ユー・ワー」からの3枚目のシングルとして、デジタル・ダウンロードでリリースされ、同時にリリック・ビデオも公開された。

## 構成
「フォー・ホワット・イッツ・ワース」は、ミッドテンポのポップ・ロックとブリットポップのバラードである。ハ長調で作曲されたこの曲は、 ハ長調で作曲されたこの曲は、アコースティックギター、ピアノ、弦楽器、そしてエレキギターのリフが一定の間隔でトラックを刻んでいる。様々な音楽評論家が「フォー・ホワット・イッツ・ワース」のサウンドを「ドント・ルック・バック・イン・アンガー」などのオアシスの曲と比較し、 ギャラガー自身も「アルバムの中で最もオアシスらしい曲」と言っている。
歌詞は、「誰に対しても謝っている」とし「多くの人を怒らせた」と認めながらも、「全員に向けて書いた曲ではない」と述べている。また、スピンのアンナ・ガカは、「Let's not pretend you were ever searching for saints」という歌詞は、オール・セインツのメンバーでギャラガーの元妻・ニコール・アップルトンを指していると推測し、ガーディアンのデイブ・シンプソンは、この曲をアップルトンへの謝罪であると指摘した。

## 評価
本作は、好意的な反応を受け、ステレオガムのクリス・デヴィルは演奏について「彼が今もなお偉大なロックンロール歌手の一人であることを思い出させてくれる」と評価した。ロビー・ウィリアムズ は本作を2017年のお気に入りの曲とし、「普遍的で心に直接語りかけてくれる」と述べている。また、AP通信のジル・ローレスはこの曲がギャラガーの「新たな成熟の兆候」と称賛している。 多くの評論家も本作を、リアムの兄ノエルの曲と比較して高く評価しており、ビルボードのリチャード・スマークは「ノエルの最高傑作に匹敵するほどだ」と評価している。 NMEのレオニー・クーパーは、巧妙ではないが、キャッチーにする必要はなかったとしている。 アメリカのソングライターであるトム・ドノヴァンは、オアシス再結成後、ギャラガーのソロ曲ベスト4の1つに本作を挙げた。

## ライブ・パフォーマンス
2017年8月14日、ギャラガーは『レイト・ショー・ウィズ・スティーヴン・コルベア』で本作を披露し、ソロアーティストとしてアメリカのテレビデビューを果たした。1週間後の2017年8月24日、ライブバンドとストリングスが加えられたエア・スタジオでのライブ録音がYouTubeにリリースされた。 2017年10月6日には『ザ・グレアム・ノートン・ショー』でも披露された。後に2017年から2018年までのアルバムツアーのセットリストにこの曲が含まれ、2019年のグラストンベリー・フェスティバルでもセットリストの一曲として演奏された。

## クレジット
クレジットは、「アズ・ユー・ワー」のライナーノーツより引用。
- Liam Gallagher – vocals, songwriter
- Dan Grech-Marguerat – programming, producer, recording engineer
- Dan McDougall – drums, bass guitar, acoustic guitar, electric guitar, keyboards
- Mike Moore – electric guitar, bass guitar
- Ian Burdge – cello
- Martin Slattery – keyboards, saxophone
- Sally Herbert – violin, strings
- Rachel Robson – viola
- Simon Aldred – songwriter
- Mark Stent – mixing engineer
- Joel Davies – assistant recording engineer
- Charles Haydon Hicks – assistant recording engineer
- Ben Mclusky – assistant recording engineer

## チャート
| 週間チャート(2017)                        | 最高位 |
| ----------------------------------------- | ------ |
| ベルギー (Ultratip Flanders)              | 32     |
| ベルギー (Ultratip Wallonia)              | 30     |
| Czech Republic Modern Rock (IFPI)         | 8      |
| アイルランド (IRMA)                       | 91     |
| スコットランド (Official Charts Company)  | 19     |
| UK シングルス (OCC)                       | 33     |
| UK ダウンロード (Official Charts Company) | 26     |

## 認定
| 国/地域                          | 認定 | 認定/売上数 |
| -------------------------------- | ---- | ----------- |
| イギリス (BPI)                   | Gold | 400,000     |
| 認定のみに基づく売上数と再生回数 |      |             |